# Dax Shepard
Dax Randall Shepard (ur. 2 stycznia 1975 w Milford w stanie Michigan) – amerykański aktor.

## Filmografia

### Role filmowe
- Podrywacz (1998)
- Fałszywa dwunastka (2003)
- Wiosła w dłoń (2004)
- Confessions of an Action Star (2005)
- Zathura – Kosmiczna przygoda (2005)
- Idiokracja (2006)
- Pracownik miesiąca (2006)
- Spotkajmy się w więzieniu wyświetlane również pod nazwą Chodźmy do paki (2006)
- Sportowy film (2007)
- Nieszczęścia chodzą parami (2008)
- Baby Mama (2008)
- Stare wygi (2009)
- The Freebie (2010)
- Pewnego razu w Rzymie (2010)
- Brother's Justice (2010)
- CHiPs (2017)

### Występy w serialach
- Bobby kontra wapniaki (gościnnie) (2004)
- Na imię mi Earl (gościnnie) (2005)
- The Naked Trucked and T-Bones Show (gościnnie) (2007)
- Halfway Home (gościnnie) (2007)
- Parenthood (2010–2015)

### Reżyseria
- Brother's Justice